# マルイト
マルイト株式会社は大阪市浪速区に本社を置く不動産事業者。

## 概要
1936年（昭和11年）4月2日に創業者の木下政雄が、兵庫県神戸市生田区(現 中央区)三宮に丸糸呉服店を創業した。1948年（昭和23年）7月に質屋業を開始し、1951年（昭和26年）3月に株式会社丸糸商店に商号変更した。1958年（昭和33年）10月には、繊維製品卸小売業の「株式会社丸糸商店」と質・金融業の株式会社丸糸に分離し、1965年（昭和40年）2月に丸糸株式会社に商号変更、1972年（昭和47年）7月にマルイト株式会社に商号変更した。1978年（昭和53年）10月にアコム株式会社を設立し、同年12月に消費者金融事業の営業権を同社に譲渡した。
その後は現在に至るまで不動産賃貸業を主業としている。
1986年（昭和61年）にはホテル事業に参入し、1995年（平成7年）9月にホテルモントレ株式会社を設立している。
2000年（平成12年）からはゴルフ場経営に進出している。

## 主な保有不動産
大阪市
- マルイト難波ビル（浪速区） - ホテルモントレ グラスミア大阪
- マルイトOBPビル（中央区） - ホテルモントレ ラ・スール大阪
- マルイト西梅田ビル（北区） - ホテルモントレ大阪
- マルイト谷町ビル（中央区）

その他
- マルイト札幌ビル（札幌市中央区） - ホテルモントレエーデルホフ札幌